# Boom Supersonic Overture
Boom Supersonic Overture – projekt amerykańskiego samolotu pasażerskiego, zdolnego do lotów z prędkością ponaddźwiękową.

## Historia
Projekt nowej maszyny pasażerskiej, zdolnej do lotów z prędkością ponaddźwiękową, powstaje w założonej w 2014 roku firmie Boom Supersonic. Równolegle realizowane są dwa programy. Pierwszy z nich, to dwumiejscowy demonstrator technologii użytych do budowy docelowego samolotu, oznaczony jako XB-1. Napędzany trzema silnikami General Electric J85-15, o ciągu 19 kN, ma posłużyć do sprawdzenia rozwiązań aerodynamicznych, jakie mają znaleźć zastosowanie w docelowym projekcie, jak również wyposażenia, awioniki, rozwiązań materiałowych oraz zrównoważonego paliwa, które ma napędzać silniki Overture. 30 lipca 2020 roku producent podpisał umowę z Rolls-Royce Holdings. Początkowo zakładano, iż jej celem ma być budowa i rozwój bezdopalaczowego silnika, który ma napędzać samolot pasażerski. Ostatecznie udział Rolls-Royce ograniczył się do określenia wymagań dla nowej jednostki napędowej. Według producenta, samolot ma osiągać przelotową prędkość naddźwiękową tylko nad otwartymi wodami, jednakże konstrukcja ma spełniać obowiązujące normy hałasu wytwarzanego przy starcie i lądowaniu. Wprowadzenie samolotu do regularnej siatki połączeń planowane jest na 2030 roku. W 2020 rok, producent dysponował portfelem zamówień na 30 maszyn z czego aż 20, zamówiły linie Japan Airlines. W ciągu pierwszych dziesięciu lat produkcji samolotu, producent zakłada sprzedaż od 1000 do 2000 maszyn. Według harmonogramu producenta, oblot maszyny ma nastąpić w 2026 roku.
16 sierpnia 2022 roku, American Airlines i Boom Supersonic ogłosiły podpisanie warunkowej umowy na zakup przez amerykańskiego przewoźnika dwudziestu samolotów Overture. W ramach opcji przewidziany jest zakup kolejnych 40 maszyn. Plany producenta zakładają rozpoczęcie montażu prototypu w 2024 roku, rok później roll out i oblot w 2026 roku. W 2029 roku maszyna powinna osiągnąć gotowość do rozpoczęcia regularnych lotów pasażerskich. 
Overture ma być zdolny do przewozu od 65 do 80 pasażerów na odległość do 7871 km z prędkością (nad oceanem) Ma = 1,7.
13 grudnia 2022 roku, Boom Supersonic poinformował o nawiązaniu współpracy z firmami Florida Turbine Technologies, GE Additive oraz StandardAero, której celem jest stworzenie nowej jednostki napędowej, mające napędzać naddźwiękowy samolot. Nowy silnik, pozbawiony dopalacza, otrzymał już nazwę Symphony. Plan przewiduje budowę dwuprzepływowego silnika z jednostopniowym wentylatorem i pasywnie chłodzoną turbiną wysokiego ciśnienia. Jednostka ma charakteryzować się ciągiem startowym rzędu 155,7 kN. Ma również być zdolna do wykorzystywania paliw zrównoważonych.
Pod koniec sierpnia 2023 roku trwały intensywne próby naziemne (między innymi próbne kołowania) demonstratora XB-1 mające sprawdzić przygotowania konstrukcji do oblotu. Producent poinformował również o otrzymaniu eksperymentalnego świadectwa zdolności do lotu wydanego przez Federal Aviation Administration.